# Тыртов, Константин Андреевич
Константи́н Андре́евич Тырто́в (6 марта 1922, дер. Калистово, Лотошинская волость — 9 февраля 1998, Москва) — советский российский киноактёр. Мастер дубляжа.

## Биография
Родился 6 марта 1922 года. 
В 1933 году осиротел. Сниматься в кино начал в 14-летнем возрасте в 1936 году. Сыграл одну из главных ролей — Сашко — в фильме «Дума про казака Голоту», затем в течение двух лет снялся в фильмах «Граница на замке», «Юные коммунары» и «Юность командиров».
В 1941 году окончил театральное училище при Московском театре Революции. Во время Великой Отечественной войны руководил молодёжным театральным коллективом в Расторгуеве.
После фронта вернулся на «Союздетфильм», но почти два года оставался невостребованным. Затем сыграл в эпизоде в фильме «Рядовой Александр Матросов». Уволился. Женился на студентке консерватории. Чтобы обеспечить семью, подрабатывал часовым мастером.
С 1950 года участвовал в дубляже более чем тысячи фильмов. Его первые роли в кино и вклад в искусство дублирования были отмечены профессиональной критикой.
С 1960 года работал на студии «Мосфильм» и театре-студии киноактёра, где служил до 1988 года. С 1965 года актёру вновь стали предлагать хара́ктерные кинороли. Снялся в более чем 30 фильмах.
Похоронен на Тарычёвском кладбище города Видное Московской области.

## Фильмография
- 1937 — Дума про казака Голоту — Сашко
- 1937 — Граница на замке — Петрусь, пастух
- 1938 — Юные коммунары — Пьер Шоде
- 1939 — Юность командиров — курсант (нет в титрах)
- 1947 — Рядовой Александр Матросов — товарищ Матросова (нет в титрах)
- 1949 — Счастливый рейс — зритель на концерте (нет в титрах)
- 1954 — Верные друзья — врач (нет в титрах)
- 1955 — Солдат Иван Бровкин — солдат Кашин
- 1962 — Капитаны голубой лагуны — таможенник
- 1964 — До завтра — торгпред
- 1965 — Человек без паспорта — «Семен Григорьевич Заблуда», он же агент иностранной разведки «Пастор»
- 1965 — Три времени года
- 1965 — Сквозь ледяную мглу — Борг
- 1966 — Маленький беглец —  Степанов, начальник станции (нет в титрах)
- 1967 — Уравнение Максвелла (фильм-спектакль) — Раух
- 1968 — Щит и меч (фильм 2) — «Синица», курсант школы Абвера
- 1968 — Освобождение. Фильм 1-й. «Огненная дуга». Фильм 2-й. «Прорыв» — генерал штаба Воронежского фронта
- 1968 — У заставы «Красные камни» — дядя Лёша
- 1969 — Адъютант его превосходительства — дежурный в тюрьме
- 1970 — Море в огне — Пётр Алексеевич Моргунов, генерал-майор береговой службы, комендант береговой обороны
- 1971 — Возвращение к жизни — эпизод
- 1972 — Огоньки — Рожнов
- 1972 — Горячий снег — Рубин, ездовой
- 1973 — Чёрный принц — сурдопереводчик
- 1974 — Скворец и Лира — член военного совета
- 1974 — Пётр Мартынович и годы большой жизни (документальный) — Илья Борисович
- 1974 — Ваши права? — председатель колхоза
- 1975 — Фитиль (короткометражный)
- 1975 — Человек и закон № 159 (нет в титрах)
- 1976 — Легенда о Тиле — глашатай
- 1976 — «SOS» над тайгой — Аркадий Семёнович Сонц, начальник экспедиции
- 1977 — Хождение по мукам — мужик
- 1978 — Иванцов, Петров, Сидоров — Григорий Лукич
- 1981 — Факты минувшего дня — Гаврилов-старший
- 1982 — День рождения — сотрудник
- 1983 — Срок давности — начальник отдела кадров на буровой
- 1984 — Тихие воды глубоки
- 1984 — Михайло Ломоносов — судья

## Дублирование
- 1948 — Макловия — Хосе Мария (роль Петро Армендариса)
- 1953 — Повесть о бедных влюблённых
- 1954 — Эрнст Тельман — сын своего класса — Кришан Дайк (роль Раймунда Шельхера)
- 1954 — Граф Монте-Кристо — Гаспар Кадрусс (роль Даниэля Ивернеля)
- 1955 — Атлантическая повесть
- 1955 — Эрнст Тельман — вождь своего класса — Крюгер
- 1955 — Волшебная свирель — Цискара (роль Т. Тогонидзе)
- 1956 — Встретимся на стадионе —  Рустам (роль М. Мансурова)
- 1956 — Старик и море — старик (Спенсер Трейси)[1]
- 1956 — Война и мир — Платон Каратаев (роль Джона Миллса)[1]
- 1958 — По путевке Ленина — Миша (роль Леонида Кадрова)
- 1959 — Приговор
- 1959 — Юлюс Янонис — полковник (роль Ромуальдаса Юкнявичюса)
- 1959 — Генерал Делла Ровере — Аристид Банкелли (роль Витторио Каприоли)
- 1959 — Командир отряда — Комита
- 1960 — Жил-был мошенник — Дэви Купер (роль Нормана Уиздома)
- 1960 — Безмолвная звезда — Сикарна
- 1960 — Великолепная семёрка — Вин Таннер (роль Стива МакКуина)
- 1960 — Капитан — Коголен (роль Бурвиля)
- 1960 — Крестоносцы — Юранд из Спыхова (роль Анджея Шалявского)
- 1960 — Об этом говорит вся махалля — Арслан (роль Рахима Пирмухамедова)
- 1960 — Операция «Кобра» — Джураев (роль Гурминча Завкибекова)
- 1960 — Парни музкоманды — Завен (роль Армена Хостикяна)
- 1960 — Квартира — доктор Дрейфус (роль Джека Крушена)
- 1961 — Хамза — Михайлов (роль Константина Михайлова)
- 1961 — Знамя кузнеца
- 1961 — Агент поневоле — роль Жана Ришара
- 1961 — Всё золото мира —  Матье (роль Бурвиля)[1]
- 1961 — Три мушкетёра — Де Тревиль
- 1961 — Два господина N — Хенрик Новак, огородник (роль Вацлава Ковальского)
- 1964 — Лимонадный Джо[7] — Дуг Бэдмен (роль Рудольфа Дейла)
- 1964 — Звезда Улугбека —  Сайид Абид (играет Хикмат Латыпов )
- 1967 — Чингачгук — Большой Змей — «Расщеплённый дуб»
- 1968 — Бриллиантовая рука — «Шеф», глава шайки контрабандистов (роль Николая Романова)[9]
- 1968 — Смешная девчонка —  Кини
- 1973 — Хаос — Исаак Марутханян  (роль Бабкена Нерсесяна)
- 1978 — Дознание пилота Пиркса — МакГирр
- 1981 — Профессионал — полковник Мартен (роль Жан-Луи Ришара)
- 1981 — Для любителей решать кроссворды — Карпович
- 1981 — Невезучие — сотрудник аэропорта (роль Робера Дальбана)
- 1982 — Знахарь — председатель суда
- 1982 — Срочно… Секретно… Губчека — Аксёнов (нет в титрах)
- 1983 — Банзай! — главарь Триады
- 1983 — Хочу жениться — Кербелай Зал (роль Алиага Агаева)
- 1984 — Шутки в сторону — диктор, объявляющий конкурсантов в цирковое училище и клоун дядя Костя (нет в титрах)
- 1984 — Фавориты луны
- 1984 — Великий поход за невестой
- 1985 — Белая роза бессмертия — Старик (роль Вано Сакварелидзе)
- 1986 — Арена неистовых — Датиа (роль Зазы Коберидзе)
- 1987 — Браво, Альбер Лолиш!
- 1987 — Четыре приключения Ренетт и Мирабель